# Vlkovice
Vlkovice là một làng thuộc huyện Cheb, vùng Karlovarský, Cộng hòa Séc.